# Sheng Zetian
Sheng Zetian (kinesiska: 盛泽田), född den 15 november 1973, är en kinesisk brottare som tog OS-brons i bantamviktsbrottning i den grekisk-romerska klassen 1992 i Barcelona, OS-brons i samma viktklass 1996 i Atlanta och därefter för tredje gången 2000 i Sydney.